# Pierre Barthélemy Amable Honoré Gallocheau
Pierre Barthélemy Amable Honoré Gallocheau (19 octobre 1755, Saintes - 26 août 1826, Port-d'Envaux), est un homme politique français.

## Biographie
Fils de Pierre Gallocheau, sieur des Chauvins, conseiller du Roi, doyen de l'élection en chef de Saintes, lieutenant du maire de Saintes, et de Jeanne Françoise Gaudriaud, il suit la carrière de magistrat. Il est chargé de la rédaction d'un mémoire pour se plaindre auprès du Roi de la suppression des charges des officiers de son élection. 
Procureur du Roi près le tribunal du district de La Rochelle de 1790 à 1792, pis juge de paix du canton de Port-d'Envaux et Saint-Porchaire de 1794 à 1811 et juge suppléant au Tribunal civil de Charente-Inférieure le 18 octobre 1795, il est assesseur au tribunal des douanes de La Rochelle de 1811 à 1814. 
Président du conseil d'arrondissement de Saintes en 1804 et du collège électoral de Charente-Inférieure à plusieurs reprises, il est élu représentant de la Charente-Inférieure à la Chambre des Cent-Jours le 11 mai 1815.
Il est juge au tribunal de première instance de Saintes de 1816 à 1826. 
Secrétaire de la Société d'agriculture, arts et commerce de l'arrondissement de Saintes, il rédige en 1824 un rapport de fouilles sur le tertre du Petit-Peu, à Port-d'Envaux, ainsi qu'une chanson sur le premier bateau à vapeur ayant remonté la Charente.
Il avait épousé la sœur d'Aimé Bonpland.

## Sources
- « Pierre Barthélemy Amable Honoré Gallocheau », dans Adolphe Robert et Gaston Cougny, Dictionnaire des parlementaires français, Edgar Bourloton, 1889-1891 [détail de l’édition]